# Midland Athletic Football Club
Le Midland Athletic Football Club est un club de football basé à Whitehall un des quartiers nord de Dublin en Irlande. Le club est actif dans les années 1920. Il dispute alors la Leinster Senior League et le championnat d'Irlande de football. Midland Athletic se retire du championnat national au bout de deux saisons.

## Histoire
En dépit de son nom, le club n'est pas basé dans les Midlands mais bien à Dublin. Comme de nombreux clubs des débuts du championnat irlandais comme le Saint James's Gate FC, le Pioneers FC, le Bray Unknowns FC ou le Bohemian FC, le Midland Athletic tire ses origines d'une entreprise. Le club est à l'origine l'équipe de football de la Midland Great Western Railway basée à Broadstone à Dublin.
Le club est fondé en 1904 et parmi ses créateurs se trouve Joe Wickham qui sera pendant plus de 30 ans le président de la fédération irlandaise de football. Wickham y joue demi-centre avant de commencer sa carrière administrative en devenant le secrétaire du club,.
En 1921-1922, Midland Athletic dispute la saison inaugurale de la Leinster Senior League aux côtés des Shamrock Rovers, de l'équipe B des Bohemians et de St James's Gate, de Bray Unknowns, Shelbourne United, Pioneers, Brooklyn, Merrion, Glasnevin, CYMS et Richmond.
Pour la saison 1922-1923, la League of Ireland décide de passer de huit à douze participants. Après les retraits de Frankfort et YMCA, ce sont donc six nouvelles équipes qui rejoignent la compétition. Midland Athletic fait partie de ce contingent aux côtés des Shamrock Rovers, de Shelbourne United, du Pioneers FC, d'Athlone Town et du Rathmines Athletic. Au cours des deux saisons au sein de l'élite irlandaise, Midland Athletic joue ses matchs à The Thatch situé dans le quartier de Whitehall. Le club termine la première saison à la neuvième place et la deuxième à la dixième et dernière position. Au terme de la saison 1923-1924, le club n'est pas réélu au sein du championnat et se voit remplacé par le Bray Unknowns FC. Il disparait définitivement de la compétition.